# 威廉斯诉北卡罗来纳州案
威廉斯诉北卡罗来纳州案（第一案），Williams v. State of North Carolina [Ι]，317 U.S. 287 (1942)，是美國衝突法（又稱為國際私法）的重要案例，美國聯邦最高法院認為，即便他方配偶未出庭的情況下所取得的離婚判決，亦不能因不符合該州政策而排除充分信任和尊重條款（Full Faith and Credit Clause）的適用，而推翻Haddock先例。

## 事實
於1916年，Williams和Carrie Wyke於北卡羅來納州（以下簡稱北卡州）結婚，於1920年，Hendrix和Thomas Hendrix亦於北卡州結婚。1940年，Williams和Hendrix至內華達州（以下簡稱內州）提起離婚訴訟，他方配偶於訴訟過程中皆並未出現。
內州法院認為，原告於訴訟過程中居住於內州超過六個星期，符合該州法律規定。兩人於勝訴後結婚，隨後回到北卡州定居，被以重婚罪名起訴，兩人主張於內州的婚姻於亦於北卡州有效。北卡州控方主張，他方配偶並未出現於內州法院的離婚訴訟中，且被告亦未於內州建立「真實住所」（bona fide residence），其於內州居住只是為了離婚。

## 爭點
丈夫於内州取得的一造離婚判決，是否北卡州必須對於該判決，依FFC條款與以尊重？

## 先例
Hampton v. M’Connel
一州法院的判決，於他州有著相同的信用、效力、作用，並不得在他州提出抗辯。
Christmas v. Russell
即使牴觸本州追訴時效或是政策，對於姐妹州的判決仍應適用FFC條款。
Alaska Packers Ass’n v. Industrial Accident Comm
由於國會並未明示跨州效力 (extrastate effect)，調和州與州之間的利益衝突是必要的。若以FFC條款挑戰與他州法規衝突的本州法規，必須在合理的基礎上，證明他州擁有較高的利益。
Cheever v. Wilson
配偶一方居住該州，且該州法院具有對人管轄權 (personal jurisdiction)，則離婚判決於他州亦具有決定性 (conclusive)。
Atherton v. Atherton
FFC條款，僅適用於婚姻住所地的離婚判決，對抗他方配偶，於非居住地所取得離婚判決的情形。
Haddock v. Haddock
妻子仍於New York州的婚姻居住地 (matrimonial domicil) 居住，且並未於Connecticut州的訴訟出現， 因此New York州無須適用FFC條款於該離婚判決。

## 理由
FFC條款係為了調整近似主權國家的各州狀態，使各州有重視他州法律或司法程序的義務（此種觀點建立於Christmas案），因此法院承認的例外非常少。
要判斷何州擁有較高的利益，是很困難的。且Haddock案並未採取Alaska案的理論。
從歷史觀點而言，離婚是一種對物訴訟 (in rem) 。但是，在Haddock案中，則認為是一種對人訴訟 (in personam) 。但是該案亦認為，原告的住居所，對於能否使離婚判決發生域外管轄權 (extraterritorial effect)是重要的。於本案中，丈夫依據Nevada法規要求期限，居住於該州，因此該離婚判決，並非僅具有對人判決的性質。
對於FFC條款，存在哪些受到許可的限制 (permissible limitation)，法院是最終的裁決者。NC州對於婚姻關係的政策，他州對此亦有相同或類似的政策，不能僅因其違反本州政策而拒絕適用。

## 結論
推翻Haddock先例，並推翻原判決，發回原審法院重審。

## 協同意見
Haddock案隨意的推翻過去案例，且對於是否適用FFC條款，違反了法院的角色。當法院透過法律語言在廣泛的社會問題上，藉以形成社會政策時，則將超出其所擁有的權限 (competence)

## 不同意見
持續性的權利 (continuing right)，可以不經由聆讯 (hearing) 而剝奪，這與我們的法律制度有所違背。不應使配偶一方，可以藉由遙遠的管轄權 (remote jurisdiction) 得到離婚判決。
認為内州離婚判決不對N北卡州發生拘束力，並不代表不會產生任何可能的效力 (conceivable validity) 憲法並未要求内州遵守婚姻和諧 (bigamous unions)的傳統觀念，亦未表示男同性戀者 (fruit) 的合法性。

## 外部連結
- Williams v. State of North Carolina Ι